# Манхајм
Манхајм је универзитетски град са скоро 320.000 становника. После Штутгарта, то је други по величини град у немачкој савезној држави Баден-Виртемберг. Поседује регионалну шифру (AGS) 8222000, NUTS (DE126) и LOCODE (DE MHG) код.

## Географски и демографски подаци
Град се налази на надморској висини од 97 метара. Површина општине износи 145,0 km². У самом граду је, према процјени из 2010. године, живјело 311.969 становника. Просјечна густина становништва износи 2.152 становника/km².
Манхајм је културни и привредни центар европске регије „Троугао Рајна-Некар“ која броји 2,35 милиона становника. Од суседног Лудвигсхафена (160.000 становника, држава Рајна-Палатинат), Манхајм је раздвојен реком Рајном, док кроз град протиче река Некар. Најближи велики градови су Франкфурт на Мајни (око 80 километара северније) и Штутгарт (oko 120 километара југоисточно).

## Историја
Град се први пут помиње 766, док је 24. јануара 1607. добио градске привилегије. Од самог почетка, град је планиран у облику квадрата. Године 1720, Манхајм је заменио Хајделберг као престоница Палатината.
Манхајм је познат по значајним проналасцима: овде је 1817. направљена прва дресина, 1886. први аутомобил Карла Бенца, а 1921. се на улицама појавио први трактор. Први авион на млазни погон је конструисан у Манхајму 1929. 

## Манхајм - град квадрата
Манхајм је познат и као „град квадрата“. До године 1684. Манхајм је у свом центру имао имена улица као и сваки други град. Тада је центар града у облику потковице који лежи између река Рајне и Некара подељен у квадрате. Данашње означавање квадрата је уведено 1811. године. У центру града, само две улице су задржале своја имена а остале, тачније квартови, су означени слично шаховској табли словом и бројем. Бројеви зграда почињу на оној ивици кварта која је најближа манхајмском дворцу и иду укруг.